# إدوارد كلاين (مترجم)
إدوارد كلاين (بالألمانية: Eduard Klein) (و. 1923 – 1999 م) هو مترجم، وكاتب سيناريو، وكاتب ألماني، ولد في فيينا، توفي في برلين، عن عمر يناهز 76 عاماً.

## جوائز
حصل على جوائز منها:
- جائزة جرانجر الفضية  [لغات أخرى]‏ (1976)
- جائزة غوته لبرلين  [لغات أخرى]‏ (1969)
- الجائزة الوطنية لجمهورية ألمانيا الديمقراطية
- وسام الاستحقاق الوطني الذهبي

## وصلات خارجية
- إدوارد كلاين على موقع IMDb (الإنجليزية)
- إدوارد كلاين على موقع قاعدة بيانات الفيلم (الإنجليزية)
- إدوارد كلاين على موقع كينوبويسك (الروسية)

- إدوارد كلاين في قاعدة بيانات الأفلام على الإنترنت